# Filtro gaussiano

La forma di un filtro gaussiano tipico

In elaborazione elettronica dei segnali, un filtro gaussiano è un filtro la cui risposta impulsiva è una funzione gaussiana.
Il funzionamento di questo filtro è simile al filtro mediano, ma si differenzia per i pesi della maschera. I pesi sono distribuiti in maniera significativa verso il centro e in maniera meno significativa verso la periferia.
Dopo diversi esperimenti si è visto che il Gaussiano è quello che preserva di più le forme riducendo il rumore.